# Copa das Confederações FIFA de 2017 – Grupo A
O grupo A da Copa das Confederações FIFA de 2017, décima edição desta competição organizada quadrienalmente pela Federação Internacional de Futebol (FIFA), reuniu as seleções da Rússia, Nova Zelândia, Portugal e México. Os jogos deste grupo foram realizados em quatro cidades russas. Os componentes deste grupo foram definidos por sorteio realizado em 26 de novembro de 2016 na Tennis Academy em Cazã.

## Equipes
| #  | Time          | Aparições | Melhor resultado            |
| -- | ------------- | --------- | --------------------------- |
| A1 | Rússia        | 1ª        | Estreante                   |
| A2 | Nova Zelândia | 4ª        | 8º lugar (1999, 2003, 2009) |
| A3 | Portugal      | 1ª        | Estreante                   |
| A4 | México        | 7ª        | Campeão (1999)              |

## Estádios
Os jogos do grupo A serão disputados nos estádios localizados nas cidades de Cazã, Moscou, São Petersburgo e Sóchi.
| Estádio Krestovsky | Arena Otkrytie            |
| Capacidade: 66 881 | Capacidade: 44 829        |
|                    |                           |
| A1 e A6            | A3                        |
| Cazã               | Sóchi                     |
| Arena Kazan        | Estádio Olímpico de Fisht |
| Capacidade: 45 015 | Capacidade: 47 659        |
|                    |                           |
| A2 e A5            | A4                        |

## Classificação
| Pos. | Seleção       | Pts | J | V | E | D | GP | GC | SG |
| ---- | ------------- | --- | - | - | - | - | -- | -- | -- |
| 1    | Portugal      | 7   | 3 | 2 | 1 | 0 | 7  | 2  | +5 |
| 2    | México        | 7   | 3 | 2 | 1 | 0 | 6  | 4  | +2 |
| 3    | Rússia        | 3   | 3 | 1 | 0 | 2 | 3  | 3  | 0  |
| 4    | Nova Zelândia | 0   | 3 | 0 | 0 | 3 | 1  | 8  | –7 |

## Jogos

### Primeira rodada

#### Rússia vs Nova Zelândia

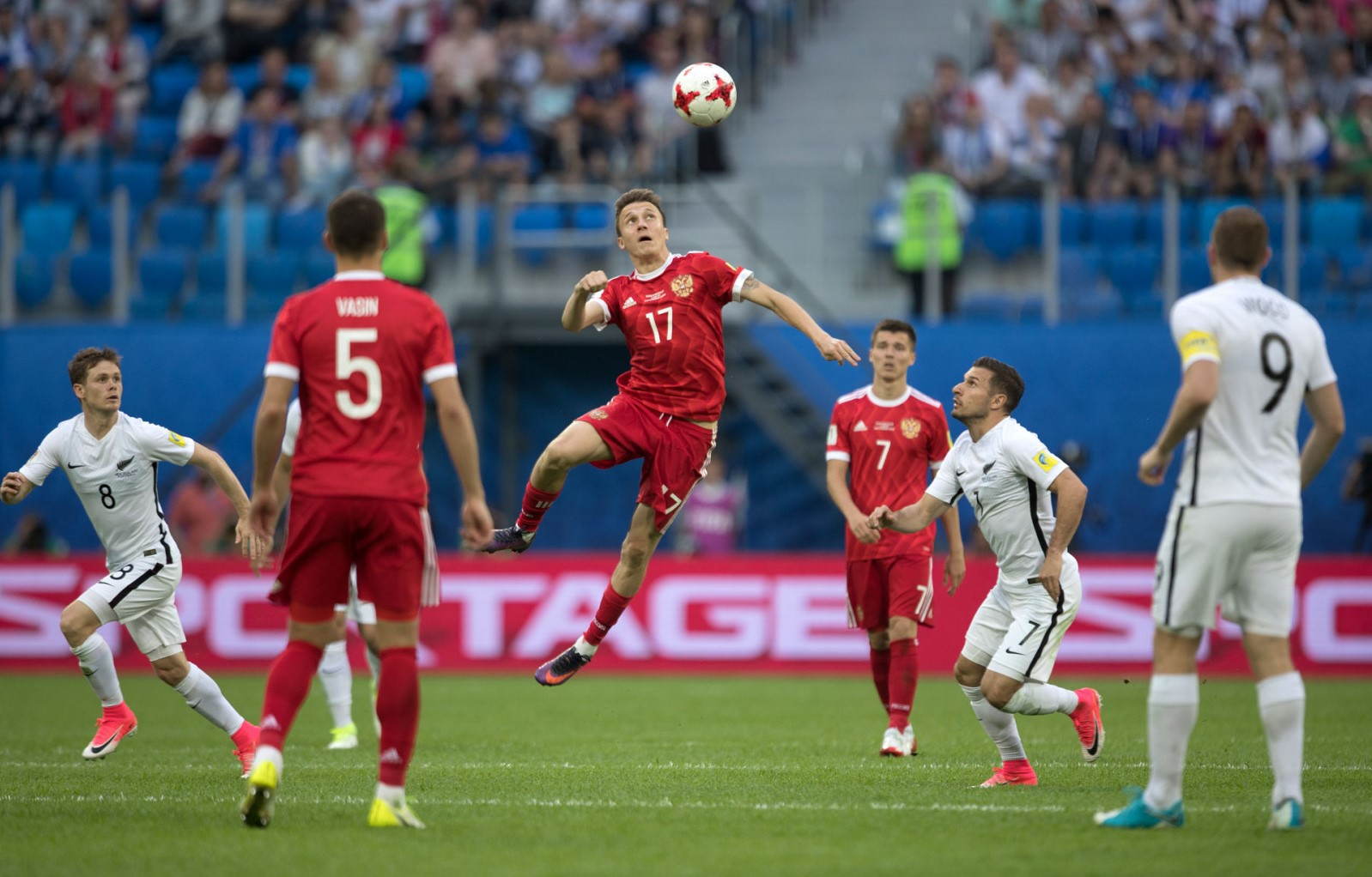
Partida entre Rússia e Nova Zelândia.

Neste século, foi a primeira vez que as seleções da Rússia e Nova Zelândia se enfrentaram.
Pouco antes da partida, houve a cerimônia de abertura da Copa das Confederações. Já aos dois minutos de jogo, na primeira finalização russa, Golovin finaliza da entrada da área e o goleiro Marinovic afasta a bola pra escanteio. Logo após, aos seis minutos, após cobrança de escanteio, Vasin finaliza de cabeça e a bola vai na trave, McGlinchey afastando para a lateral. Aos 31 minutos, Yerokhin rouba a bola, Poloz age rápido e deixa Glushakov na cara do gol, que dá um toque de cobertura e, quando o zagueiro Boxall, acabou marcando gol contra e abrindo o placar da partida.
No segundo tempo, aos 52 minutos, em contra-ataque, Golovin avança com a bola e abre para Poloz, que bate cruzado, Marinovic defende, e Thomas salva com um carrinho. Já aos 69 minutos, Smolov começa a jogada no meio de campo, abre para Samedov na direita, e aparece na pequena área para completar o cruzamento rasteiro e marcar o segundo gol da Rússia. Na primeira finalização da Nova Zelândia, aos 77 minutos, de falta Thomas manda para o gol, onde Akinfeev espalma para a linha de fundo. Após a cobrança do escanteio, Smith cabeceia e Zhirkov tira em cima da linha, evitando o primeiro gol neozelandês.
Após votação, a empresa de cerveja Budweiser escolheu o jogador Fyodor Smolov da Rússia como o melhor em campo. Na abertura, 50 251 pessoas estiveram presentes no Estádio Krestovsky para acompanhar a partida.
| 17 de junho | Rússia                         | 2 – 0     | Nova Zelândia | Estádio Krestovsky, São Petersburgo        |
| 18:00       | Boxall 31' (g.c.) · Smolov 69' | Relatório |               | Público: 50 251 Árbitro: COL Wilmar Roldán |

| Cores do Time · Cores do Time · Cores do Time · Cores do Time · Cores do Time | Rússia | N. Zelândia | Cores do Time · Cores do Time · Cores do Time · Cores do Time · Cores do Time |

| RÚSSIA:              |    |                    |  |     |
|                      |    |                    |  |     |
| GL                   | 1  | Igor Akinfeev      |  |     |
| LD                   | 19 | Aleksandr Samedov  |  |     |
| ZA                   | 6  | Georgi Dzhikiya    |  |     |
| ZA                   | 5  | Viktor Vasin       |  |     |
| ZA                   | 13 | Fyodor Kudryashov  |  |     |
| LE                   | 18 | Yuri Zhirkov       |  |     |
| M                    | 21 | Aleksandr Yerokhin |  | 77' |
| M                    | 8  | Denis Glushakov    |  |     |
| M                    | 17 | Aleksandr Golovin  |  |     |
| A                    | 9  | Fyodor Smolov      |  | 90' |
| A                    | 7  | Dmitry Poloz       |  | 64' |
| Substituições:       |    |                    |  |     |
| A                    | 11 | Alexander Bukharov |  | 64' |
| V                    | 22 | Dmitri Tarasov     |  | 77' |
| M                    | 15 | Aleksei Miranchuk  |  | 90' |
| Treinador:           |    |                    |  |     |
| Stanislav Cherchesov |    |                    |  |     |

| NOVA ZELÂNDIA: |    |                    |  |     |
|                |    |                    |  |     |
| G              | 1  | Stefan Marinovic   |  |     |
| LD             | 18 | Kip Colvey         |  | 83' |
| ZA             | 20 | Tommy Smith        |  |     |
| ZA             | 22 | Andrew Durante     |  |     |
| ZA             | 5  | Michael Boxall     |  |     |
| LE             | 3  | Deklan Wynne       |  |     |
| M              | 7  | Kosta Barbarouses  |  | 61' |
| M              | 8  | Michael McGlinchey |  |     |
| M              | 14 | Ryan Thomas        |  |     |
| A              | 11 | Marco Rojas        |  | 71' |
| A              | 9  | Chris Wood         |  |     |
| Substituições: |    |                    |  |     |
| V              | 6  | Bill Tuiloma       |  | 61' |
| A              | 10 | Shane Smeltz       |  | 71' |
| A              | 13 | Monty Patterson    |  | 83' |
| Treinador:     |    |                    |  |     |
| Anthony Hudson |    |                    |  |     |

| Melhor em campo: Fyodor Smolov Bandeirinhas: COL Alexander Guzman COL Cristian De La Cruz Quarto árbitro: USA Mark Geiger Árbitros de vídeo: BRA Sandro Ricci PAR Enrique Cáceres CAN Joe Fletcher |

| Estatísticas           | Estatísticas | Estatísticas  |
|                        | Rússia       | Nova Zelândia |
| ---------------------- | ------------ | ------------- |
| Posse de bola          | 57%          | 43%           |
| Finalizações           | 17           | 10            |
| Faltas cometidas       | 14           | 11            |
| Cartões amarelos       | 0            | 0             |
| Cartões vermelhos      | 0            | 0             |
| Chutes a gol acertados | 12           | 2             |
| Chutes a gol errados   | 5            | 0             |
| Chutes livres          | 11           | 19            |
| Defesas                | 2            | 6             |

#### Portugal vs México
Neste século, as seleções de Portugal e México enfrentaram-se duas vezes, tendo duas vitórias portuguesas (21 de junho de 2006, por um placar de 2–1, em jogo válido pela Copa do Mundo FIFA de 2006; 6 de junho de 2014, por um placar de 1–0, em jogo amistoso), nenhum empate e nenhuma vitória mexicana.
| 18 de junho | Portugal                  | 2 – 2     | México                       | Arena Kazan, Cazã                          |
| 18:00       | Quaresma 34' · Cédric 86' | Relatório | Hernández 42' · Moreno 90+1' | Público: 34 372 Árbitro: ARG Néstor Pitana |

| Cores do Time · Cores do Time · Cores do Time · Cores do Time · Cores do Time | Portugal | México | Cores do Time · Cores do Time · Cores do Time · Cores do Time · Cores do Time |

| PORTUGAL:       |    |                   |       |     |
|                 |    |                   |       |     |
| G               | 1  | Rui Patrício      |       |     |
| LD              | 21 | Cédric            |       |     |
| Z               | 3  | Pepe              |       |     |
| Z               | 6  | José Fonte        |       |     |
| LE              | 5  | Raphaël Guerreiro |       |     |
| M               | 20 | Ricardo Quaresma  |       | 85' |
| M               | 14 | William Carvalho  |       |     |
| M               | 8  | João Moutinho     |       | 58' |
| M               | 15 | André Gomes       | 90+3' |     |
| A               | 17 | Nani              |       | 58' |
| A               | 7  | Cristiano Ronaldo |       |     |
| Substituições:  |    |                   |       |     |
| A               | 18 | Gelson Martins    |       | 58' |
| M               | 23 | Adrien Silva      | 68'   | 58' |
| A               | 9  | André Silva       |       | 82' |
| Treinador:      |    |                   |       |     |
| Fernando Santos |    |                   |       |     |

| MÉXICO:            |    |                     |     |     |
|                    |    |                     |     |     |
| G                  | 13 | Guillermo Ochoa     |     |     |
| LD                 | 3  | Carlos Salcedo      |     | 67' |
| Z                  | 5  | Diego Reyes         |     |     |
| Z                  | 15 | Héctor Moreno       |     |     |
| LE                 | 7  | Miguel Layún        |     |     |
| M                  | 6  | Jonathan dos Santos |     |     |
| M                  | 16 | Héctor Herrera      |     |     |
| M                  | 18 | Andrés Guardado     | 73' |     |
| A                  | 11 | Carlos Vela         |     | 57' |
| A                  | 14 | Javier Hernández    |     |     |
| A                  | 9  | Raúl Jiménez        |     | 79' |
| Substituições:     |    |                     |     |     |
| M                  | 10 | Giovani dos Santos  |     | 57' |
| Z                  | 2  | Néstor Araujo       |     | 67' |
| A                  | 19 | Oribe Peralta       |     | 79' |
| Treinador:         |    |                     |     |     |
| Juan Carlos Osorio |    |                     |     |     |

| Melhor em campo: Cristiano Ronaldo Bandeirinhas: ARG Hernan Maidana ARG Juan Pablo Belatti Quarto árbitro: TAH Abdelkader Zitouni Árbitros de vídeo: USA Jair Marrufo ROU Ovidiu Hațegan SRB Dalibor Djurdjevic |

| Estatísticas           | Estatísticas | Estatísticas |
|                        | Portugal     | México       |
| ---------------------- | ------------ | ------------ |
| Posse de bola          | 41%          | 59%          |
| Finalizações           | 10           | 11           |
| Faltas cometidas       | 14           | 14           |
| Cartões amarelos       | 2            | 1            |
| Cartões vermelhos      | 0            | 0            |
| Chutes a gol acertados | 5            | 3            |
| Chutes a gol errados   | 1            | 4            |
| Chutes livres          | 15           | 17           |
| Defesas                | 1            | 4            |

### Segunda rodada

#### Rússia vs Portugal
Neste século, as seleções de Rússia e Portugal enfrentaram-se seis vezes, tendo duas vitórias russas (12 de outubro de 2012, por um placar de 1–0, em jogo válido pelas eliminatórias para a Copa do Mundo FIFA de 2014; 14 de novembro de 2015, por um placar de 1–0, em jogo amistoso), um empate (7 de setembro de 2005, por um placar de 0–0, em jogo válido pelas eliminatórias para a Copa do Mundo FIFA de 2006) e três vitórias portuguesas (16 de junho de 2004, por um placar de 2–0, em jogo válido pelo Campeonato Europeu de Futebol de 2004; 13 de outubro de 2004, por um placar de 7–1, em jogo válido pelas eliminatórias para a Copa do Mundo FIFA de 2006; 7 de junho de 2013, por um placar de 1–0, em jogo válido pelas eliminatórias para a Copa do Mundo FIFA de 2014).
| 21 de junho | Rússia | 0 – 1     | Portugal             | Arena Otkrytie, Moscou                       |
| 18:00       |        | Relatório | Cristiano Ronaldo 8' | Público: 42 759 Árbitro: ITA Gianluca Rocchi |

| Cores do Time · Cores do Time · Cores do Time · Cores do Time · Cores do Time | Russia | Portugal | Cores do Time · Cores do Time · Cores do Time · Cores do Time · Cores do Time |

| RÚSSIA:              |    |                    |     |     |
|                      |    |                    |     |     |
| G                    | 1  | Igor Akinfeev      |     |     |
| LD                   | 3  | Roman Chichkin     |     | 46' |
| Z                    | 6  | Georgi Dzhikiya    | 72' |     |
| Z                    | 5  | Viktor Vasin       |     |     |
| Z                    | 13 | Fyodor Kudryashov  |     | 83' |
| LE                   | 23 | Dmitri Kombarov    |     | 68' |
| M                    | 19 | Aleksandr Samedov  | 76' |     |
| M                    | 8  | Denis Glushakov    | 26' |     |
| M                    | 17 | Aleksandr Golovin  |     |     |
| M                    | 18 | Yuri Zhirkov       |     |     |
| A                    | 9  | Fyodor Smolov      |     |     |
| Substituições:       |    |                    |     |     |
| M                    | 21 | Aleksandr Yerokhin |     | 46' |
| A                    | 7  | Dmitry Poloz       |     | 68' |
| A                    | 11 | Alexander Bukharov |     | 83' |
| Técnico:             |    |                    |     |     |
| Stanislav Cherchesov |    |                    |     |     |

| PORTUGAL:       |    |                   |     |     |
|                 |    |                   |     |     |
| G               | 1  | Rui Patrício      |     |     |
| Z               | 5  | Raphaël Guerreiro |     | 65' |
| Z               | 3  | Pepe              | 57' |     |
| Z               | 2  | Bruno Alves       |     |     |
| Z               | 21 | Cédric            |     |     |
| M               | 10 | Bernardo Silva    | 71' |     |
| M               | 14 | William Carvalho  |     |     |
| M               | 23 | Adrien Silva      |     | 82' |
| M               | 15 | André Gomes       |     |     |
| A               | 9  | André Silva       |     | 78' |
| A               | 7  | Cristiano Ronaldo |     |     |
| Substituições:  |    |                   |     |     |
| Z               | 19 | Eliseu            |     | 65' |
| A               | 18 | Gelson Martins    |     | 78' |
| M               | 13 | Danilo Pereira    |     | 82' |
| Técnico:        |    |                   |     |     |
| Fernando Santos |    |                   |     |     |

| Melhor em campo: Cristiano Ronaldo Bandeirinhas: ITA Elenito Di Liberatore ITA Mauro Tonolini Quarto árbitro: SVN Damir Skomina Árbitros de vídeo: BRA Sandro Ricci ROU Ovidiu Hațegan SVN Jure Praprotnik |

#### México vs Nova Zelândia
Neste século, as seleções de México e Nova Zelândia enfrentaram-se cinco vezes, tendo cinco vitórias mexicanas (4 de março de 2010, por um placar de 2–0, em jogo amistoso; 1 de junho de 2011, por um placar de 3–0, em jogo amistoso; 13 de novembro de 2013, por um placar de 5–1, em jogo válido pelo playoff para a Copa do Mundo FIFA de 2014; 20 de novembro de 2013, por um placar de 4–2, em jogo válido pelo playoff para a Copa do Mundo FIFA de 2014; 8 de outubro de 2016, por um placar de 2–1, em jogo amistoso), nenhum empate e nenhuma vitória neozelandesa.
| 21 de junho | México                    | 2 – 1     | Nova Zelândia | Estádio Olímpico de Fisht, Sóchi            |
| 21:00       | Jiménez 54' · Peralta 72' | Relatório | Wood 42'      | Público: 25 133 Árbitro: GAM Bakary Gassama |

| Cores do Time · Cores do Time · Cores do Time · Cores do Time · Cores do Time | México | N. Zelândia | Cores do Time · Cores do Time · Cores do Time · Cores do Time · Cores do Time |

| MÉXICO:            |    |                    |       |     |     |
|                    |    |                    |       |     |     |
| G                  | 12 | Alfredo Talavera   |       |     |     |
| Z                  | 3  | Carlos Salcedo     |       | 33' |     |
| Z                  | 2  | Néstor Araujo      |       |     |     |
| Z                  | 23 | Oswaldo Alanís     |       | 46' |     |
| M                  | 10 | Giovani dos Santos |       |     |     |
| M                  | 5  | Diego Reyes        | 90+6' |     |     |
| M                  | 8  | Marco Fabián       |       |     |     |
| M                  | 20 | Javier Aquino      |       |     |     |
| A                  | 17 | Jürgen Damm        |       |     |     |
| A                  | 9  | Raúl Jiménez       |       |     |     |
| A                  | 19 | Oribe Peralta      |       |     |     |
| Substituições:     |    |                    |       |     |     |
| Z                  | 15 | Héctor Moreno      |       | 33' | 68' |
| M                  | 16 | Héctor Herrera     | 90+5' | 46' |     |
| A                  | 4  | Rafael Márquez     |       |     | 68' |
| Técnico:           |    |                    |       |     |     |
| Juan Carlos Osorio |    |                    |       |     |     |

| NOVA ZELÂNDIA: |    |                    |       |     |
|                |    |                    |       |     |
| G              | 1  | Stefan Marinovic   |       |     |
| LD             | 16 | Dane Ingham        |       | 82' |
| Z              | 5  | Michael Boxall     | 90+6' |     |
| Z              | 22 | Andrew Durante     |       |     |
| Z              | 20 | Tommy Smith        |       |     |
| LE             | 3  | Deklan Wynne       |       |     |
| M              | 15 | Clayton Lewis      |       | 58' |
| M              | 8  | Michael McGlinchey |       |     |
| M              | 14 | Ryan Thomas        | 26'   |     |
| A              | 11 | Marco Rojas        |       | 73' |
| A              | 9  | Chris Wood         |       |     |
| Substituições: |    |                    |       |     |
| M              | 6  | Bill Tuiloma       |       | 58' |
| A              | 7  | Kosta Barbarouses  |       | 73' |
| A              | 13 | Monty Patterson    |       | 82' |
| Técnico:       |    |                    |       |     |
| Anthony Hudson |    |                    |       |     |

Melhor em campo: 
 Javier Aquino
Bandeirinhas:

BDI Jean Claude Birumushahu

KEN Marwa Range

Quarto árbitro:

TAH Abdelkader Zitouni

Árbitros de vídeo:

FRA Clément Turpin

SEN Malang Diedhiou

SVN Robert Vukan

### Terceira rodada

#### México vs Rússia
Neste século, será a primeira vez que as seleções de México e Rússia se enfrentarão.
| 24 de junho | México                  | 2 – 1     | Rússia      | Arena Kazan, Cazã                             |
| 18:00       | Araujo 30' · Lozano 52' | Relatório | Samedov 25' | Público: 41 585 Árbitro: KSA Fahad Al-Mirdasi |

| Cores do Time · Cores do Time · Cores do Time · Cores do Time · Cores do Time | México | Russia | Cores do Time · Cores do Time · Cores do Time · Cores do Time · Cores do Time |

| Melhor em campo: Hirving Lozano Bandeirinhas: KSA Abdulah Alshalwai KSA Mohammed Al Abakry Quarto árbitro: IRN Alireza Faghani Árbitros de vídeo: UZB Ravshan Irmatov USA Jair Marrufo IRN Reza Sokhandan |

#### Nova Zelândia vs Portugal
Neste século, será a primeira vez que as seleções de Nova Zelândia e Portugal se enfrentarão.
| 24 de junho | Nova Zelândia | 0 – 4     | Portugal                                                                        | Estádio Krestovsky, São Petersburgo      |
| 18:00       |               | Relatório | Cristiano Ronaldo 33' (pen) · Bernardo Silva 37' · André Silva 80' · Nani 90+1' | Público: 56 290 Árbitro: USA Mark Geiger |

| Cores do Time · Cores do Time · Cores do Time · Cores do Time · Cores do Time | N. Zelândia | Portugal | Cores do Time · Cores do Time · Cores do Time · Cores do Time · Cores do Time |

| Melhor em campo: Cristiano Ronaldo Bandeirinhas: CAN Joe Fletcher USA Charles Morgante Quarto árbitro: SVN Damir Skomina Árbitros de vídeo: BRA Sandro Ricci ROU Ovidiu Hațegan SVN Jure Praprotnik |